# Alphonsisme
 (décembre 2022).
Si vous disposez d'ouvrages ou d'articles de référence ou si vous connaissez des sites web de qualité traitant du thème abordé ici, merci de compléter l'article en donnant les références utiles à sa vérifiabilité et en les liant à la section « Notes et références ».
L'alphonsisme est un mouvement politique espagnol favorable à la restauration d'Alphonse XIII en tant que roi d'Espagne après la fondation de la Seconde République espagnole en 1931. Les alphonsistes étaient en concurrence directe avec un autre mouvement monarchiste, les carlistes, partisans d'Alphonse-Charles de Bourbon.

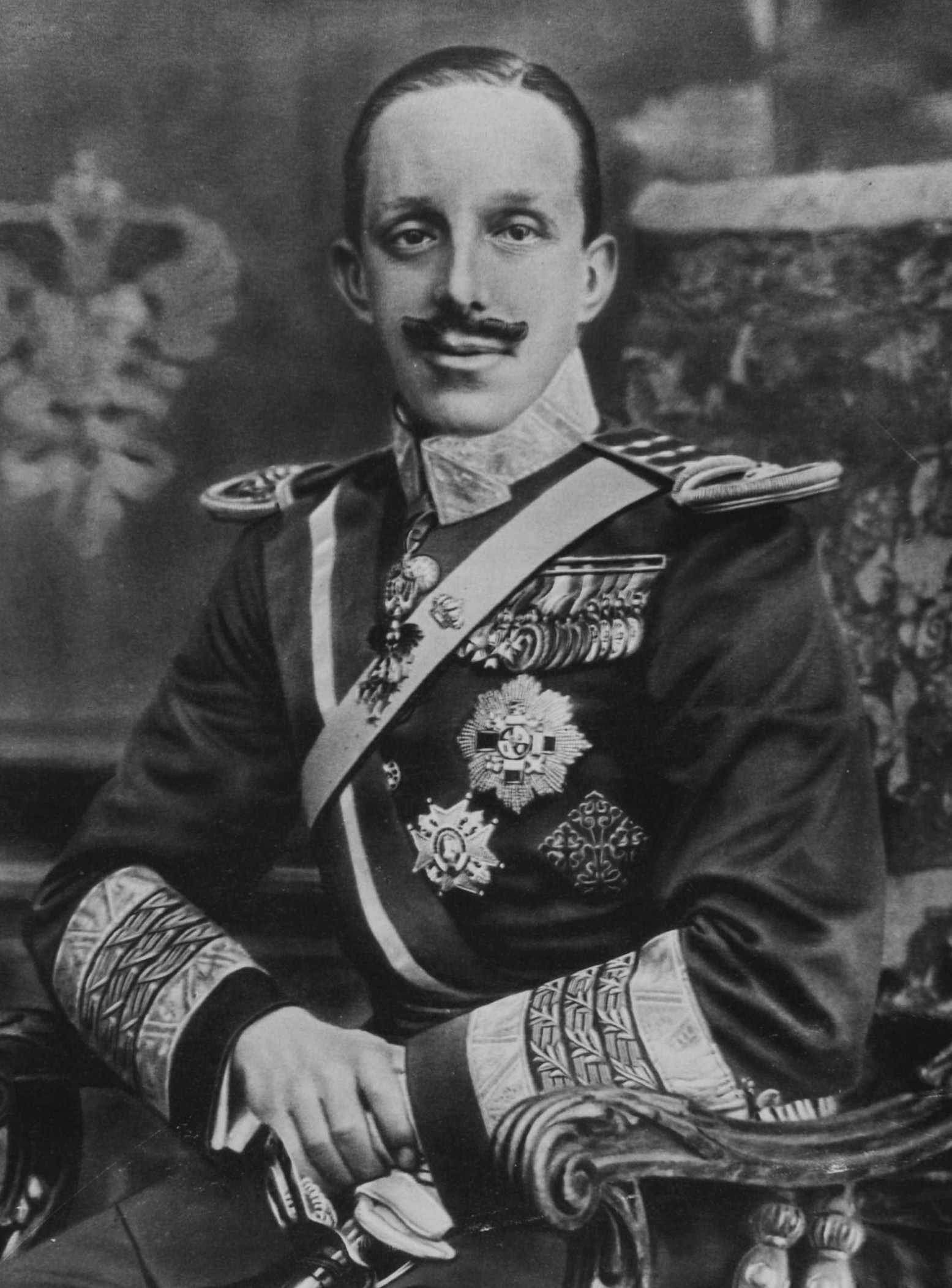
Alphonse XIII en 1916.

Politiquement, avant 1923, Alphonse XIII et ses partisans avaient généralement soutenu le régime constitutionnel de 1876, sous lequel coexistaient diverses tendances, comme des libéraux ou des traditionalistes avec une aile autoritaire, proches des conceptions de Charles Maurras sur la monarchie. Après le renversement de la monarchie, les alphonsistes commencèrent à adapter leur discours en s'inspirant du fascisme italien, de l'Action française et de l'intégralisme lusitanien.
Sous la Seconde République espagnole, deux partis sont réputés proches — ou partisans — de l'alphonsisme : Action populaire (es) et Rénovation espagnole (RE).
Action populaire, bien que très critique sur la politique anticléricale des gouvernements Azaña, se rallie à la République pour fonder la Confédération espagnole des droites autonomes et se rapprocher des républicains conservateurs et des radicaux lerrouxistes.
Rénovation espagnole collabora avec le parti fasciste la Phalange espagnole, dirigé par José Antonio Primo de Rivera. En 1937, les Alphonsistes de Rénovation espagnole sont fusionnés de force avec la Phalange, les carlistes et avec la CEDA — sous la direction du général Franco — pour former un Mouvement nationaliste uni pendant la guerre civile espagnole, connu sous le nom de Falange Española Tradicionalista y de las Juntas de Ofensiva Nacional Sindicalista (FET-JONS).